# Districtul Si Racha
Si Racha (în thailandeză ศรีราชา) este un district (Amphoe) din provincia Chonburi, Thailanda, cu o populație de 267.896 de locuitori și o suprafață de 616,4 km².

## Componență
Districtul este subdivizat în 8 subdistricte (tambon), care sunt subdivizate în 58 de sate (muban).
| Nr. | Nume         | În thailandeză |  |  |    |               |          |  |
| 1.  | Si Racha     | ศรีราชา         |  |  | 5. | Nong Kham     | หนองขาม  |  |
| 2.  | Surasak      | สุรศักดิ์          |  |  | 6. | Khao Khansong | เขาคันทรง |  |
| 3.  | Thung Sukhla | ทุ่งสุขลา         |  |  | 7. | Bang Phra     | บางพระ   |  |
| 4.  | Bueng        | บึง             |  |  | 8. | Bo Win        | บ่อวิน     |  |